# Ikozan
Ikozan, eikozan – organiczny związek chemiczny, alkan o dwudziestu atomach węgla w cząsteczce. Ma 366 319 możliwych izomerów konstytucyjnych. Ikozan ma małe znaczenie w przemyśle petrochemicznym ze względu na wysoką temperaturę zapłonu, co sprawia, że jest mało wydajnym paliwem. Jest składnikiem parafin i jest najkrótszą cząsteczką wśród związków używanych do produkcji świec.
Ikozan ma właściwości fizyczne i chemiczne zbliżone do alkanów leżących niżej w szeregu homologicznym. Jest bezbarwny, lżejszy od wody, niepolarny, słabo reaktywny i nierozpuszczalny w wodzie. Jego niepolarność sprawia, że jest w stanie tworzyć tylko słabe międzycząsteczkowe wiązania wodorowe (hydrofobowe/siły van der Waalsa).